# Ars Aevi most
Ars Aevi most nalazi se u Sarajevu i premošćava rijeku Miljacku. Spaja istočnu stranu obale s Vilsonovim šetalištem.
Projektirao ga je Renzo Piano, u svojstvu ambasadora dobre volje UNESCO-a. Godine 2002., otvoren je pješački Most Ars Aevi Renza Piana, koji građane uvodi na lokaciju budućeg Muzeja/Centra Ars Aevi. 
Most je početna točka i "putokaz" koji bi trebao pokazivati gdje će se nalaziti budući muzej suvremene umjetnosti Ars Aevi gdje će biti skupljeni radovi renomiranih umjetnika iz svih dijelova svijeta.